# Ribes erectum
Ribes erectum är en ripsväxtart som beskrevs av A. Freire-fierro. Ribes erectum ingår i släktet ripsar, och familjen ripsväxter. Inga underarter finns listade i Catalogue of Life.